# سيسيليا كادزاميرا
سيسيليا تاماندا كادزاميرا (من مواليد 25 يونيو 1938) المضيفة الرسمية لملاوي في عهد كاموزو باندا. بينما لم تكن هي والدكتور باندا متزوجين رسميًا، عملت السيدة الأولى أو المضيفة الرسمية لعدة سنوات. كانت أقوى امرأة في ملاوي. السيدة كادزاميرا، يشار إليها باعتزاز بـ «ماما» أو «أم الأمة».

## حياتها المبكرة
ولدت في جنوب روديسيا وعاشت في أولد هايفيلد، سالزبوري (الآن هراري) حيث التحقت بالمدرسة في مبيزي الابتدائية. بعد GCE التحقت في مستشفى سالزبوري المركزي كممرضة متدربة حيث تأهلت وتم تعيينها لفترة وجيزة في عيادة أولد هايفيلدز. عندما عاد والدها، جون كادزاميرا، إلى المنزل مع عائلته، بمن فيهم ديفيد زيماني كادزاميرا. التحقت بالدكتور باندا في عيادة ليمبي الطبية كممرضة طاقم. هي ابنة أخت جون تيمبو.

## وظيفتها المبكرة
بعد العمل للدكتور باندا كممرضة في مركز جراحات ليمبي، انتقلت سيسليا إلى زومبا ستيت هاوس كسكرتيرة خاصة للدكتور باندا.

## الحياة السياسية وتأثيرها
بعد أزمة مجلس الوزراء في عام 1964، حيث عزز باندا سلطته السياسية، تم تعيينها مضيفة الحكومة الرسمية (OGH). هذا ما اقترحه هون. إسماعيل سرتي، أقرب شركاء باندا ورئيس المتحدثين عن زومبا، مما جعله أحد أهم الشخصيات في الحكومة تحت قيادة باندا في ذلك الوقت. وبتأثيره، قبل كاموزو.هناك تكهنات حول دورها في المحاكمة المكيافيلية العلنية وشنق ألبرت موالو، آخر أمين عام للحزب الشيوعي الصيني (بعد ذلك تم تخفيض المنصب إلى سكرتير إداري). بعد الكثير من المقاومة وقبل الزيارة الرسمية التي قام بها جومو كينياتا من كينيا والسيدة الكينية الأولى ماما نجينا، «استسلم» الدكتور باندا أخيرًا. تم تغيير اسم ولقب سيسيليا كادزاميرا إلى «ماما» للأمة.
في تتابع سريع وتماشيًا مع واجباتها كسيدة أولى جديدة، أعلنت الدكتورة باندا أن ماما تاماندا كادزاميرا ستدير منظمة تسمى (CCAM)، مما يمنحها تأثيرًا أكبر في السياسة الملاوية وسيطرة أكبر على من كان يملك الوصول إلى باندا. في عام 1974، عندما قام جون تيمبو، بصفته رئيس مجلس الاحتفالات الوطنية، بنقل مكان افتتاح أسبوع الشباب إلى ليلونغوي دون معرفة باندا، ناشدت كادزاميرا الدكتور باندا وأنقذت تيمبو من الطرد السريع من حزب المؤتمر الشعبي. وبدلاً من ذلك، هبط تيمبو إلى منصب محافظ بنك الاحتياطي في ملاوي، بينما رفعت غواندا تشاكوامبا، التي كانت آنذاك نائب القائد العام لرواد ملاوي الشباب. اتخذت العديد من القرارات مع تقدم باندا في السن ولم يعد بإمكانه إدارة شؤون البلاد. عندما تحول الدكتور باندا إلى الشيخوخة، حاولت دون جدوى التأثير عليه لرعاية جون تيمبو كخليفة له في الحزب. على الرغم من أن تيمبو كان يتصرف بدلاً من باندا في غيابه، سلم باندا العصا السياسية لحزب المؤتمر الشعبي إلى غواندا تشاكوامبا.

## العلاقة مع باندا
كانت صديقة مقربة لكاموزو باندا. لعب تأثيرها على قراراته السياسية والشخصية دورًا مهمًا في تطوير باندا وملاوي. كانا صديقان لا ينفصلان، وقد أثرت في العديد من جوانب حياته مثل من يمكنه الوصول إليه، ومواد القراءة، والمعرفة التي تم نقلها إليه، والسياسات التي وقعها. عندما كانت هي وباندا يمران بوقت عصيب، قامت باندا بحظر أغنية "سيسيليا" لسيمون وغارفانكل بسبب كلماتها التي ضربت قريبة جدًا من المنزل، مثل "سيسيليا، أنا على ركبتي، أنا أتسول "أرجوك أن تعودي إلى المنزل..."